# Liga dos Campeões de Elite da AFC
A Liga dos Campeões de Elite da AFC (em inglês: AFC Champions League Elite, abreviada como ACL Elite), é uma competição anual de clubes do futebol continental organizada pela Confederação Asiática de Futebol (AFC), disputada pelos clubes das principais divisões do futebol asiático. É a competição de clubes mais prestigiada do futebol asiático, sendo disputada pelos campeões das ligas nacionais (e, em alguns países, um ou mais vice-campeões) de suas respectivas associações nacionais. O torneio é o equivalente asiático à Liga dos Campeões da UEFA e a Copa Libertadores da América.
Lançada em 1967 como o Torneio de Clubes Campeões da Ásia (em inglês: Asian Champion Club Tournament), a competição foi rebatizada como Liga dos Campeões da AFC em 2002, após a fusão do Campeonato de Clubes Asiáticos, da Copa Asiática dos Campeões de Copa e da Supercopa Asiática. Em 2024, foi novamente rebatizada com o nome atual.
Um total de 24 clubes competem na fase de grupos da competição, divididos em regiões Leste e Oeste (12 equipes em cada uma). O vencedor da Liga dos Campeões Elite da AFC se qualifica para a Copa Intercontinental da FIFA e para o Mundial de Clubes FIFA, além de garantir uma vaga na próxima edição da fase de grupos da Liga dos Campeões Elite da AFC, caso ainda não tenha se classificado por meio do desempenho em sua liga nacional.
O clube mais bem-sucedido na competição é o Al-Hilal, com um total de quatro títulos. O Al Ain é o atual campeão, após vencer o Yokohama F. Marinos na final de 2024.

## História

### 1967–1972: Torneio de Clubes Campeões da Ásia
A Confederação Asiática de Futebol (AFC) discutiu pela primeira vez a criação de um torneio para os campeões das nações da AFC em uma reunião realizada em 21 de abril de 1963, com seu secretário Lee Wai Tong anunciando a intenção da AFC de organizar uma competição semelhante à Taça dos Clubes Campeões Europeus. A competição começou em 1967 como o Torneio de Clubes Campeões da Ásia e teve vários formatos diferentes nos primeiros anos, com o torneio inaugural sendo disputado no formato de eliminação direta, e as três edições seguintes com uma fase de grupos.
Embora os clubes israelenses tenham dominado as primeiras quatro edições da competição, isso se deveu, em parte, à recusa dos clubes árabes em jogar contra eles:
- Em 1970, o clube libanês Homenetmen se recusou a jogar contra o Hapoel Tel Aviv na semifinal, o que fez com que a partida fosse cancelada, e o Hapoel avançou para a final.
- Em 1971, o Aliyat Al-Shorta do Iraque se recusou a jogar contra o Maccabi Tel Aviv em três ocasiões: na rodada preliminar (que foi redesenhada), na fase de grupos e, finalmente, na final, que foi cancelada com o Maccabi sendo declarado campeão.[5] Durante a cerimônia de premiação para o Maccabi, os jogadores do Aliyat Al-Shorta agitaram a bandeira palestina ao redor do campo, e uma partida foi organizada pela AFC e pela Associação de Futebol da Tailândia entre o Maccabi e um time combinado de Banguecoque no lugar da final.[carece de fontes?] A mídia iraquiana considerou o Aliyat Al-Shorta como os vencedores do torneio, com o time realizando um desfile em um ônibus aberto em Bagdá.[6]
- Após a edição de 1972 ser cancelada pela AFC por vários motivos, incluindo a exclusão de dois clubes árabes que se recusaram a jogar contra o clube israelense Maccabi Netanya, a AFC suspendeu a competição por 14 anos, enquanto Israel seria expulso da AFC em 1974.

Israel foi alocado na Condederação de Futebol da Oceania (OFC) e depois, em 1992, finalmente foi filiado à União das Associações Europeias de Futebol (UEFA).

### 1985–2002: Retorno como Campeonato de Clubes da Ásia
O principal torneio de clubes da Ásia foi reintroduzido em 1985 sob o nome de Campeonato de Clubes da Ásia.
Em 1990, a AFC criou a Copa Asiática dos Campeões de Copa, um torneio para os vencedores da Copa de cada nação da AFC, enquanto, na temporada de 1995, foi introduzida a Supercopa Asiática, com os vencedores do Campeonato de Clubes da Ásia e da Copa Asiática dos Campeões de Copa se enfrentando.

### 2002–2024: Liga dos Campeões da AFC
A temporada de 2002–03 viu a fusão do Campeonato de Clubes da Ásia, da Copa Asiática dos Campeões de Copa e da Supercopa Asiática para se tornar a Liga dos Campeões da AFC. Os campeões de liga e vencedores de copa se qualificavam para os playoffs de qualificação, com os oito melhores clubes da Leste Asiático e os oito melhores clubes do Oeste Asiático avançando para a fase de grupos. Os primeiros campeões sob o nome de Liga dos Campeões da AFC foram o Al-Ain, que derrotou o BEC-Tero Sasana por 2–1 no agregado. Em 2004, 29 clubes de 14 países participaram, e o calendário do torneio foi alterado para março a novembro.
Na fase de grupos, os 28 clubes foram divididos em sete grupos de quatro, com base regional, separando os clubes do Leste Asiático dos do Oeste Asiático para reduzir os custos de viagem, e os grupos foram disputados em jogos de ida e volta. Os sete vencedores de grupo, junto com os campeões do ano anterior, se classificaram para as quartas de final. As quartas de final, as semifinais e as finais foram disputadas em formato de dois jogos, com gols fora de casa, prorrogação e pênaltis usados como critérios de desempate.

### Expansão
A temporada de 2005 viu os clubes sírios se juntarem à competição, aumentando o número de países participantes para 15, e, dois anos depois, após a entrada da Austrália na AFC em 2006, os clubes australianos também foram incluídos no torneio. No entanto, muitos atribuíram os baixos prêmios em dinheiro da época e os custos elevados de viagem como algumas das razões para a baixa adesão. A Liga dos Campeões foi expandida para 32 clubes em 2009, com entrada direta para as dez melhores ligas asiáticas. Cada país recebeu até 4 vagas, embora sem ultrapassar um terço do número de equipes na principal divisão nacional, arredondado para baixo, dependendo da força de sua liga, estrutura de liga profissional, potencial de mercado, situação financeira e outros critérios estabelecidos pelo Comitê da AFC Pro-League. Os critérios de avaliação e o ranking das associações participantes são revisados pela AFC a cada dois anos.

O formato antigo via a qualificação dos oito vencedores de grupo e oito vice-campeões para as oitavas de final, onde os vencedores de grupo jogavam em casa contra os vice-campeões em séries de dois jogos, com os emparelhamentos sendo feitos de forma regional. Gols fora de casa, prorrogação e pênaltis eram usados como critérios de desempate. A restrição regional continuava até a final, embora os clubes do mesmo país não pudessem se enfrentar nas quartas de final, a menos que o país tivesse três ou mais representantes nas quartas. Desde 2013, a final também passou a ser disputada em formato de dois jogos, com jogos de ida e volta.

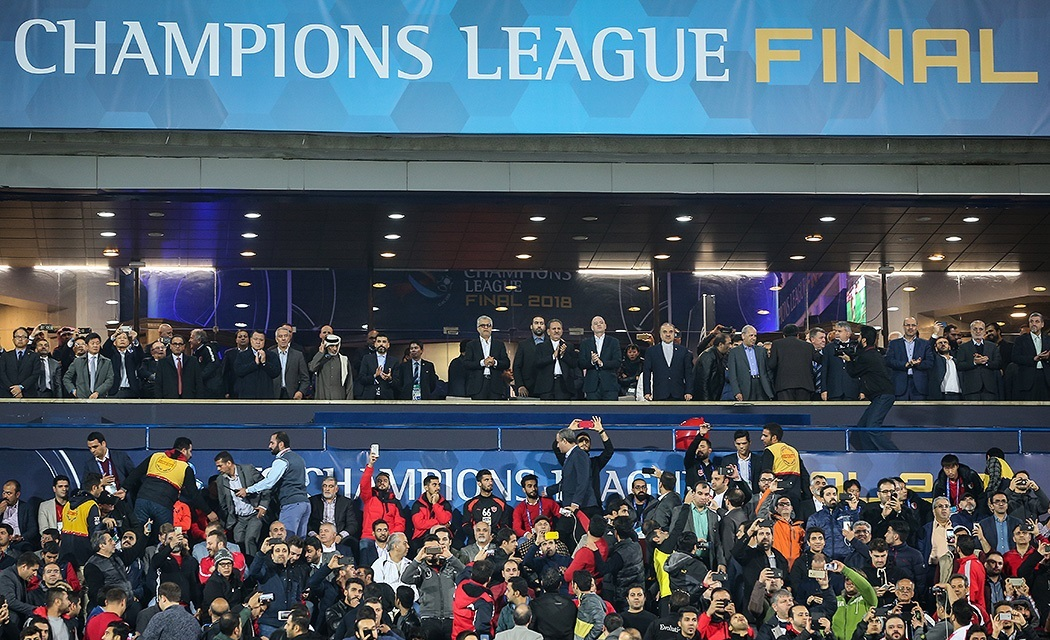
Presidente da FIFA Gianni Infantino e mais de 100.000 torcedores assistindo a final da Liga dos Campeões da AFC de 2018 no Azadi Stadium.

Em 2021, a fase de grupos foi expandida de 32 para 40 equipes, com as Regiões Leste e Oeste tendo cinco grupos de quatro equipes cada. A alocação de vagas para as seis principais associações de cada região permaneceu inalterada. Os 10 vencedores de grupo e os 3 melhores vice-campeões de cada região passaram a ser classificados com base em uma tabela combinada para as oitavas de final, com os jogos ainda sendo emparelhados regionalmente até a final.
Em 25 de fevereiro de 2022, foi anunciado que a Liga dos Campeões da AFC voltaria a adotar um calendário interanual (agosto a maio) a partir da temporada 2023–24. Além disso, a regra existente "3+1" para jogadores estrangeiros durante as partidas (3 jogadores estrangeiros e 1 estrangeiro asiático) foi expandida para "5+1" (5 jogadores estrangeiros e 1 estrangeiro asiático).

### Direitos das mulheres no futebol iraniano
Até 2021, os diversos problemas com os clubes iranianos atraíam atenção da mídia; a mídia internacional reportava as violações dos direitos das mulheres nos estádios dos clubes iranianos.
Além disso, as mulheres iranianas foram proibidas de frequentar estádios de futebol por cerca de 40 anos pelo governo iraniano. Em 2019, as mulheres iranianas foram autorizadas a assistir jogos de futebol nos estádios, mas não durante as partidas da Liga dos Campeões da AFC. Antes disso, a FIFA havia pressionado o Irã a permitir a entrada de mulheres nos estádios; o Irã cedeu, mas limitou o número de mulheres para assistir à final de 2018. Em 2021, a AFC investigou a situação, com a esperança de permitir a presença irrestrita de mulheres sempre que clubes iranianos estivessem envolvidos.

### 2024–25 em diante: Liga dos Campeões Elite da AFC
Em 23 de dezembro de 2022, a AFC anunciou que a estrutura do futebol de clubes passaria por uma reformulação, com a principal competição de clubes sendo reduzida de 40 para 24 equipes na fase principal, divididas em regiões Leste e Oeste (12 equipes em cada), com cada equipe das regiões Leste e Oeste jogando contra oito outras equipes de sua região (quatro em casa e quatro fora). As oito melhores equipes de cada região avançariam para a fase eliminatória, onde apenas as oitavas de final seriam disputadas em dois jogos, com todas as partidas a partir das quartas de final sendo jogadas em formato de um único jogo, em um local centralizado. Em 14 de agosto de 2023, foi confirmado que o novo formato entraria em vigor a partir da temporada 2024–25, com o nome da competição sendo alterado para Liga dos Campeões Elite da AFC. A AFC também confirmou que os registros e estatísticas da Liga dos Campeões da AFC seriam mantidos na ACL Elite. Em dezembro de 2023, a Arábia Saudita foi escolhida para sediar a fase final nas duas primeiras temporadas.

## Formato

### Qualificação
A partir da edição de 2024–25 do torneio, a Liga dos Campeões Elite da AFC passa a utilizar um formato de fase de grupos com 24 equipes, sendo precedida por jogos de qualificação para equipes que não recebem entrada direta na competição principal. As equipes também são divididas em zonas Leste (Sudeste Asiático, Leste Asiático e Austrália) e Oeste (clubes do Oriente Médio, Ásia Central e Meridional).
O número de equipes que cada associação envia para a Liga dos Campeões Elite da AFC é determinado anualmente com base em critérios estabelecidos pelo Comitê de Competições da AFC. Os critérios, que são uma versão modificada do coeficiente da UEFA, avaliam aspectos como a comercialização e a infraestrutura dos estádios para determinar o número específico de vagas que uma associação recebe. Quanto maior o ranking de uma associação, determinado por esses critérios, mais equipes essa associação tem direito de enviar para a competição.

### Torneio
O torneio propriamente dito começa com uma fase de grupos de 24 equipes, divididas em duas ligas (Leste e Oeste), com cada time jogando contra oito adversários de sua liga (quatro em casa e quatro fora).
As oito melhores equipes de cada liga avançam para as oitavas de final. Nessa fase, cada clube enfrenta outro clube de sua região em uma série de dois jogos, com ida e volta, para decidir quais oito clubes avançam para o torneio final centralizado. Se o placar agregado dos dois jogos terminar empatado após 180 minutos, as equipes jogam a prorrogação. Se ainda estiver empatado após a prorrogação, o empate é decidido por pênaltis.
As quartas de final, semifinais e final são disputadas com confrontos inter-regionais, e todas as partidas são jogadas em formato de um único jogo em um local centralizado.

## Premiação
A partir da temporada 2024–25, a distribuição da premiação será a seguinte:
| Fase                  | Equipes | Valor por equipe | Total         |
| --------------------- | ------- | ---------------- | ------------- |
| Final (campeões)      | 1       | $10 milhões      | $10 milhões   |
| Final (vice-campeões) | 1       | $4 milhões       | $4 milhões    |
| Semifinais            | 4       | $600.000         | $2,4 milhões  |
| Quartas de final      | 8       | $400.000         | $3,2 milhões  |
| Oitavas de final      | 16      | $200.000         | $3,2 milhões  |
| Fase de grupos        | 24      | $800.000         | $19,2 milhões |
| Total                 | 24      | $42 milhões      | $42 milhões   |

## Marketing

### Patrocínio
A Liga dos Campeões Elite da AFC é patrocinada por um grupo de corporações multinacionais, em contraste com o patrocínio único normalmente encontrado nas ligas nacionais de primeira divisão.

### Parceiros Globais Oficiais
- Neom[24]
- Qatar Airways[25][26]
- Visit Saudi

### Apoiadores Globais Oficiais
- Konami[27]
- Molten[28]
- Tecno Mobile[29]

### Video game
O atual detentor da licença do jogo da Liga dos Campeões Elite da AFC é a Konami, com a série EFootball. A licença também inclui as equipes participantes.

## Federações participantes
Para efetuar a divisão dos clubes em duas regiões, Oeste e Leste, as federações regionais adjacentes a AFC são agrupada entre si.

### Oeste
Consiste em associações do Oeste filiadas à Federação de Futebol do Oeste Asiático (WAFF), Federação de Futebol Centro-Asiática (CAFF) e Federação de Futebol do Sul Asiático (SAFF). Atualmente, estão qualificados, os campeões dos seguintes países:
- Arábia Saudita (WAFF)
- Barém (WAFF)
- Catar (WAFF)
- Emirados Árabes Unidos (WAFF)
- Índia (SAFF)
- Irão (CAFF)
- Iraque (WAFF)
- Jordânia (WAFF)
- Kuwait (WAFF)
- Omã (WAFF)
- Síria (WAFF)
- Tajiquistão (CAFF)
- Turquemenistão (CAFF)
- Uzbequistão (CAFF)

### Leste
Na região Leste estão as associações de futebol filiadas a: Federação de Futebol da ASEAN (AFF) e Federação de Futebol do Leste Asiático (EAFF). Os países com coeficiente para ter clubes na Liga dos Campeões Asiáticos, atualmente, são:
- Austrália (AFF)
- China (EAFF)
- Coreia do Sul (EAFF)
- Filipinas (AFF)
- Hong Kong (EAFF)
- Indonésia (AFF)
- Japão (EAFF)
- Malásia (AFF)
- Myanmar (AFF)
- Tailândia (AFF)
- Singapura (AFF)
- Vietname (AFF)

## Campeões
Um clube já ganhou o torneio quatro vezes: o Al-Hilal, da Arábia Saudita. Dois clubes já ganharam três vezes: o Pohang Steelers, da Coreia do Sul e o Urawa Red Diamonds, do Japão. Além disso outros cinco clubes já ganharam o torneio duas vezes: o Al-Sadd SC, do Qatar; o Suwon Samsung, da Coreia do Sul; o Maccabi Tel Aviv, de Israel; o Thai Farmers Bank, da Tailândia; o Esteghlal FC, do Irã; e o Al Ittihad, da Arábia Saudita.

## Título

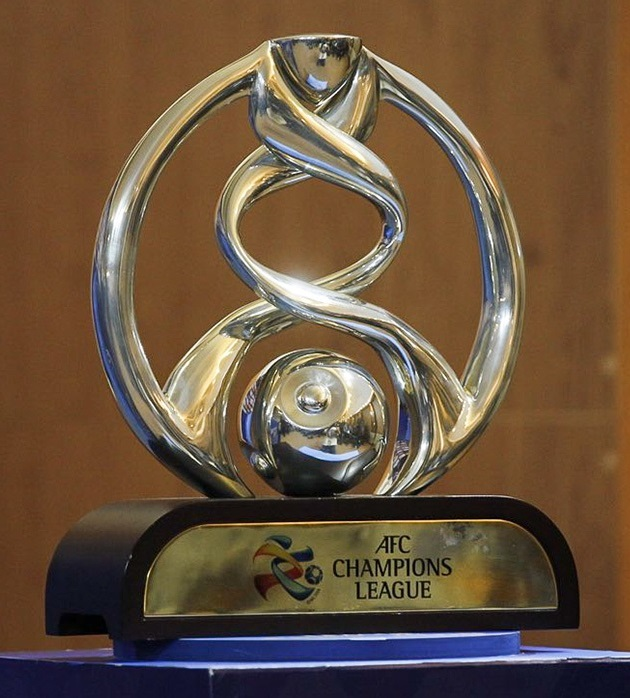
Troféu da Liga dos Campeões da AFC.

### Título por clube
Desempenho no Campeonato de Clubes da Ásia e na Liga dos Campeões Elite da AFC por clube:
| Clube                    | Título(s) | vice(s) | Ano do(s) título(s)         | Ano do(s) vice(s)            |
| ------------------------ | --------- | ------- | --------------------------- | ---------------------------- |
| Al-Hilal                 | 4         | 5       | 1991, 1999–2000, 2019, 2021 | 1987, 1988, 2014, 2017, 2022 |
| Pohang Steelers          | 3         | 1       | 1996–97, 1997–98, 2009      | 2021                         |
| Urawa Red Diamonds       | 3         | 1       | 2007, 2017, 2022            | 2019                         |
| Esteghlal                | 2         | 2       | 1970, 1990–91               | 1991, 1998–99                |
| Seongnam                 | 2         | 2       | 1996, 2010                  | 1996–97, 2004                |
| Al Ain                   | 2         | 2       | 2002–03, 2023–24            | 2005, 2016                   |
| Al-Ittihad               | 2         | 1       | 2004, 2005                  | 2009                         |
| Jeonbuk Hyundai Motors   | 2         | 1       | 2006, 2016                  | 2011                         |
| Maccabi Tel Aviv         | 2         | 0       | 1969, 1971                  |                              |
| Al-Sadd                  | 2         | 0       | 1988–89, 2011               |                              |
| Thai Farmers Bank        | 2         | 0       | 1993–94, 1994–95            |                              |
| Suwon Samsung Bluewings  | 2         | 0       | 2000–01, 2001–02            |                              |
| Ulsan                    | 2         | 0       | 2012, 2020                  |                              |
| Guangzhou Evergrande     | 2         | 0       | 2013, 2015                  |                              |
| Júbilo Iwata             | 1         | 2       | 1998–99                     | 1999–2000, 2000–01           |
| Al-Ahli                  | 1         | 2       | 2024–25                     | 1985–86, 2012                |
| Hapoel Tel Aviv          | 1         | 1       | 1967                        | 1970                         |
| Liaoning                 | 1         | 1       | 1989–90                     | 1990–91                      |
| Busan IPark              | 1         | 0       | 1985–86                     |                              |
| JEF United Chiba         | 1         | 0       | 1987                        |                              |
| Tokyo Verdy              | 1         | 0       | 1988                        |                              |
| Pas Tehran               | 1         | 0       | 1992–93                     |                              |
| Gamba Osaka              | 1         | 0       | 2008                        |                              |
| Western Sydney Wanderers | 1         | 0       | 2014                        |                              |
| Kashima Antlers          | 1         | 0       | 2018                        |                              |
| FC Seoul                 | 0         | 2       |                             | 2001–02, 2013                |
| Persepolis               | 0         | 2       |                             | 2018, 2020                   |
| Yokohama F. Marinos      | 0         | 2       |                             | 1989–90, 2023–24             |
| Selangor                 | 0         | 1       |                             | 1967                         |
| Yangzee                  | 0         | 1       |                             | 1969                         |
| Al-Shorta                | 0         | 1       |                             | 1971                         |
| Al-Rasheed               | 0         | 1       |                             | 1988–89                      |
| Al Shabab                | 0         | 1       |                             | 1992–93                      |
| Oman Club                | 0         | 1       |                             | 1993–94                      |
| Al-Arabi                 | 0         | 1       |                             | 1994–95                      |
| Al-Nassr                 | 0         | 1       |                             | 1995                         |
| Dalian Shide             | 0         | 1       |                             | 1997–98                      |
| BEC-Tero Sasana          | 0         | 1       |                             | 2002–03                      |
| Al-Karamah               | 0         | 1       |                             | 2006                         |
| Sepahan                  | 0         | 1       |                             | 2007                         |
| Adelaide United          | 0         | 1       |                             | 2008                         |
| Zob Ahan                 | 0         | 1       |                             | 2010                         |
| Shabab Al Ahli Club      | 0         | 1       |                             | 2015                         |
| Kawasaki Frontale        | 0         | 1       |                             | 2024–25                      |

### Título por país
| País                   | Título(s) | Clubes campeões                                                                                                   | Vice(s) | Clubes vices                                                                              |
| ---------------------- | --------- | --- | ------- | ----------------------------------------------------------------------------------------- |
| Coreia do Sul          | 12        | Pohang Steelers (3), Seongnam (2), Suwon Samsung Bluewings (2), Jeonbuk Hyundai (2), Ulsan (2) e Busan I'Park (1) | 7       | Seongnam (2), FC Seoul (2), Jeonbuk Hyundai (1), Yangzee FC (1) e Pohang Steelers (1)     |
| Japão                  | 8         | Urawa Red Diamonds (3), Júbilo Iwata (1), JEF United (1), Tokyo Verdy (1), Gamba Osaka (1) e Kashima Antlers (1)  | 6       | Júbilo Iwata (2), Yokohama F. Marinos (2), Urawa Red Diamonds (1) e Kawasaki Frontale (1) |
| Arábia Saudita         | 7         | Al-Hilal (4), Al-Ittihad (2) e Al-Ahli (1)                                                                        | 10      | Al-Hilal (5), Al-Ahli (2), Al-Ittihad (1) e Al-Nassr (1) e Al Shabab (1)                  |
| Irão                   | 3         | Esteghlal (2) e Pas Tehran (1)                                                                                    | 6       | Esteghlal (2), Persepolis (2), Sepahan (1) e Zob Ahan (1)                                 |
| China                  | 3         | Guangzhou Evergrande (2) e Liaoning FC (1)                                                                        | 2       | Liaoning FC (1) e Dalian Wanda (1)                                                        |
| Israel                 | 3         | Maccabi Tel Aviv (2) e Hapoel Tel Aviv (1)                                                                        | 1       | Hapoel Tel Aviv (1)                                                                       |
| Emirados Árabes Unidos | 2         | Al Ain (2) | 3       | Al Ain (2) e Al-Ahli (1)                                                                  |
| Catar                  | 2         | Al-Sadd (2) | 1       | Al-Arabi (1)                                                                              |
| Tailândia              | 2         | Thai Farmers Bank (2)                                                                                             | 1       | BEC-Tero Sasana (1)                                                                       |
| Austrália              | 1         | Western Sydney Wanderers (1)                                                                                      | 1       | Adelaide United (1)                                                                       |
| Iraque                 | 0         | | 2       | Al Shorta (1) e Al-Rasheed (1)                                                            |
| Malásia                | 0         | | 1       | Selangor (1)                                                                              |
| Omã                    | 0         | | 1       | Oman Club (1)                                                                             |
| Síria                  | 0         | | 1       | Al-Karamah (1)                                                                            |

### Título por região
| Região     | Federação (Regional)   | Título(s) | Total |
| ---------- | ---------------------- | --------- | ----- |
| Zona Leste | EAFF (Leste Asiático)  | 23        | 26    |
| Zona Leste | AFF (Sudeste Asiático) | 3         | 26    |
| Zona Oeste | WAFF (Ásia Ocidental)  | 11        | 14    |
| Zona Oeste | CAFA (Ásia Central)    | 3         | 14    |
| Zona Oeste | SAFF (Sul da Ásia)     | 0         | 14    |

Nota: Os clubes israelenses, vencedores das edições de 1967, 1969 e 1971, não estão incluídos.

## Prêmios

### Jogador Mais Valioso
| Ano                                      | Jogador          | Clube                    | Ref.   |
| ---------------------------------------- | ---------------- | ------------------------ | ------ |
| 1996–97                                  | An Ik-soo        | Pohang Steelers          | [ 31 ] |
| 1997–98                                  | Ahmed Al-Dokhi   | Al-Hilal                 | [ 32 ] |
| 1998–99                                  | Seydou Traoré    | Al Ain                   | [ 33 ] |
| 1999–2000                                | Sérgio Ricardo   | Al-Hilal                 | [ 34 ] |
| 2000–01                                  | Zoltan Sabo      | Suwon Samsung Bluewings  | [ 35 ] |
| Prêmio não entregue na temporada 2001–02 |                  |                          |        |
| 2002–03                                  | Therdsak Chaiman | BEC-Tero Sasana          | [ 36 ] |
| 2004                                     | Redha Tukar      | Al-Ittihad               | [ 37 ] |
| 2005                                     | Mohammed Noor    | Al-Ittihad               | [ 38 ] |
| 2006                                     | Choi Jin-cheul   | Jeonbuk Hyundai Motors   | [ 39 ] |
| 2007                                     | Yuichiro Nagai   | Urawa Red Diamonds       | —      |
| 2008                                     | Yasuhito Endō    | Gamba Osaka              | —      |
| 2009                                     | No Byung-jun     | Pohang Steelers          | [ 40 ] |
| 2010                                     | Saša Ognenovski  | Seongnam                 | [ 41 ] |
| 2011                                     | Lee Dong-gook    | Jeonbuk Hyundai Motors   | [ 42 ] |
| 2012                                     | Lee Keun-ho      | Ulsan                    | [ 43 ] |
| 2013                                     | Muriqui          | Guangzhou Evergrande     | [ 44 ] |
| 2014                                     | Ante Čović       | Western Sydney Wanderers | [ 45 ] |
| 2015                                     | Ricardo Goulart  | Guangzhou Evergrande     | [ 46 ] |
| 2016                                     | Omar Abdulrahman | Al Ain                   | [ 47 ] |
| 2017                                     | Yōsuke Kashiwagi | Urawa Red Diamonds       | [ 48 ] |
| 2018                                     | Yuma Suzuki      | Kashima Antlers          | [ 49 ] |
| 2019                                     | Bafétimbi Gomis  | Al-Hilal                 | [ 50 ] |
| 2020                                     | Yoon Bit-garam   | Ulsan                    | [ 51 ] |
| 2021                                     | Salem Al-Dawsari | Al-Hilal                 | [ 52 ] |
| 2022                                     | Hiroki Sakai     | Urawa Red Diamonds       | [ 53 ] |
| 2023–24                                  | Soufiane Rahimi  | Al Ain                   | [ 54 ] |

### Artilheiros
| Ano     | Artilheiro           | Clube                   | Gols |
| ------- | -------------------- | ----------------------- | ---- |
| 2002-03 | Hao Haidong          | Dalian Shide            | 9    |
| 2004    | Kim Do-hoon          | Seongnam                | 9    |
| 2005    | Mohamed Kallon       | Al-Ittihad              | 6    |
| 2006    | Magno Alves          | Gamba Osaka             | 9    |
| 2007    | Mota                 | Seongnam                | 7    |
| 2008    | Nantawat Tansopa     | Krung Thai Bank         | 9    |
| 2009    | Leandro              | Gamba Osaka             | 10   |
| 2010    | José Mota            | Suwon Samsung Bluewings | 9    |
| 2011    | Lee Dong-gook        | Jeonbuk Hyundai Motors  | 9    |
| 2012    | Ricardo Oliveira     | Al-Jazira               | 12   |
| 2013    | Muriqui              | Guangzhou Evergrande    | 13   |
| 2014    | Asamoah Gyan         | Al Ain                  | 12   |
| 2015    | Ricardo Goulart      | Guangzhou Evergrande    | 8    |
| 2016    | Adriano              | FC Seoul                | 13   |
| 2017    | Omar Kharbin         | Al-Hilal                | 10   |
| 2018    | Baghdad Bounedjah    | Al-Sadd                 | 13   |
| 2019    | Bafétimbi Gomis      | Al-Hilal                | 11   |
| 2020    | Abderrazak Hamdallah | Al-Nassr                | 7    |
| 2021    | Michael Olunga       | Al-Duhail               | 9    |
| 2022    | Edmilson Junior      | Al-Duhail               | 8    |
| 2023–24 | Soufiane Rahimi      | Al Ain                  | 13   |

### PrêmioFair Play
| Ano     | Clube                  |
| ------- | ---------------------- |
| 2008    | Gamba Osaka            |
| 2009    | Pohang Steelers        |
| 2010    | Seongnam               |
| 2011    | Jeonbuk Hyundai Motors |
| 2012    | Ulsan                  |
| 2013    | FC Seoul               |
| 2014    | Al-Hilal               |
| 2015    | Guangzhou Evergrande   |
| 2016    | Al Ain                 |
| 2017    | Urawa Red Diamonds     |
| 2018    | Persepolis             |
| 2019    | Urawa Red Diamonds     |
| 2020    | Ulsan                  |
| 2021    | Al-Hilal               |
| 2022    | Urawa Red Diamonds     |
| 2023–24 | Yokohama F. Marinos    |